# Transformers: Nueva Generación
Transformers: Nueva Generación, (también conocida como Transformers: Robots In Disguise, transmitida por primera vez en Japón como Transformers: Car Robots (トランスフォーマー カーロボットToransufōmā Kārobotto?). Y en Estados Unidos se realizó una adaptación de esta misma. Ante el declive de Beast Wars en Japón, Takara decide volver a las raíces de los Transformers, es decir, vuelve a retomar robots que adoptan formas alternativas mecánicas, un claro homenaje a la línea de los ´80. Mientras, en USA empezó Beast Machines.
Los Destrons, como se les llaman a los Decepticons en Japón, son llamados ahora Destrongers, que son en realidad una fuerza de élite Destron. Pero en occidente siguen llamándose Predacons y, nuevamente, hacen su aparición los Decepticons (Combatrons en Japón).
Esta nueva serie de los Transformers no tiene ninguna conexión aparente con series anteriores, es un universo totalmente nuevo. Aunque en la versión doblada en USA introdujeron diálogos que hacen referencia a series pasadas.

## Historia
Una vuelta a los orígenes, vuelven los heroicos Autobots (Cybertrons) para defender la Tierra una vez más de las perniciosas garras de los Predacons (Destrongers), que pretenden apoderarse de los recursos energéticos de nuestro Planeta.

## Episodios
- 01 - Protocolo de batalla
- 02 - Una situación Explosiva
- 03 - Rescate del tren bala
- 04 - Spychangers al rescate
- 05 - En busca de la pirámide Negra
- 06 - El secreto de las Ruinas
- 07 - La obsesión de SiderBrun
- 08 - Arma Secreta D-5
- 09 - La Traición de Mirage
- 10 - La decisión de Skid-Z's
- 11 - Tow-line se vuelve loco
- 12 - El Máximo Robot Guerrero
- 13 - Esperanza para el futuro
- 14 - Decepticons
- 15 - Comandos
- 16 - El volcán
- 17 - Ataque desde el espacio exterior
- 18 - La prueba
- 19 - La prueba del pez
- 20 - La inexperiencia de Wedge
- 21 - Lanfill
- 22 - Sky-bite el héroe
- 23 - Una prueba de Mental
- 24 - Ultra Magnus
- 25 - Ultra Magnus, fusion forzada
- 26 - Lecciones del pasado
- 27 - Las dos caras de Ultra Magnus
- 28 - Poder de sobra
- 29 - Fortress Maximus
- 30 - Los deseos de Koji
- 31 - Competencia Amistosa
- 32 - Riesgos del pasado
- 33 - Maximus emerge
- 34 - El elemento Humano
- 35 - El misterio de Ultra magnus
- 36 - Identidad equivocada
- 37 - Ataque Sorpresa
- 38 - La venganza de Galvatron
- 39 - La batalla final

## Serie Televisión
Datos de Japón, donde originalmente se emitió:
- Nombre japonés: Transformers: Car Robots
- Nombre japonés: トランスフォーマー　カーロボット
- Nombre inglés: Transformers: Robot In Disguise
- Nombre en Latinoamérica: Transformers Nueva Generación
- Fecha comienzo y fin: 5 de abril de 2000 - 27 de diciembre de 2000
- Hora de emisión: miércoles, 18:30-19:00
- Número de episodios: 39
- Estudio de animación: Aeon
- Compañía de Producción: Nippon Ad Systems (NAS)
- Cadena TV donde se emitió: TV Tokyo (TX)
- Director de la Serie: Osamu Sekita
- Diseñador de personajes: Hiroyuki Ookawa y Takahiro Yamada
- Género/os: ciencia ficción, robots gigantes, aventura, bélico

## Cómic
Dreamwave realizó un especial en el verano de 2004, que consistía en pequeñas historias de cada universo de Transformers, en él incluyó una historia de RID.

## Línea de juguetes
La línea de juguetes consistió en la creación de nuevos juguetes, así como en la utilización de otros ya usados en líneas anteriores en forma de repintados.

## Car Robots (Japón)

### 2000
- C-001 Super Fire Convoy
- C-002 Wildride
- C-003 Mach Alert
- C-004 Speedbreaker
- C-005 Autofire
- C-006 Eaglekiller
- C-007 Wars
- C-008 X-Car
- C-009 Ox
- C-010 Counter Arrow
- C-011 Spychanger DX 6-TAI Set
- C-012 J-Five
- C-013 J-Seven
- C-014 J-Four
- C-015 JRX
- C-016 Indy Heat
- C-017 Wrecker Hook
- C-018 Build Boy
- C-019 Build Hurricane
- C-020 Build Typhoon
- C-021 Build Cyclone
- C-022 Build King
- C-023 God Magnus
- C-024 Super Wildride
- C-025 Super Mach Alert
- C-026 Super Speedbreaker
- C-027 Brave Maximus con Brave/Master Brain y Plasma

Gift sets
- Build King
- JRX
- C-001	Super Fire Convoy (plástico transparente, exclusivo Toy R Us)
- God Fire Convoy (Super Fire Convoy + God Magnus + espada de Brave Maximus)
- Godfire Convoy Power Up Campaign prize: Super God Sword, la espada que blande God Fire Convoy al final de la serie para derrotar a Devil Gigatron.
- Super Car Robo 3-Kyoudai Set (en plástico transparente):
  - (C-024-S) Super Wildride Clear SUV
  - (C-025-S) Super Mach Alert Clear Lamborghini Diablo police car
  - (C-026-S) Super Speedbreaker Clear Dodge Viper hot-rod
- Pack con los 6 Spychangers originales

Varios
- C-001	Dark Fire Convoy
- C-001	Black Super Fire Convoy
- Super Indy Heat (plástico transparente, exclusivo tiendas Jusco)
- Super Wrecker Hook (plástico transparente, exclusivo tiendas Jusco)
- Spychangers Chase figures (plástico transparente, exclusivo tiendas Jusco)

### 2003
- Super Spychangers (en cada caja de 12 Super Spy changers, 2 unidades fueron hechas en plástico transparente)

## Robots In Disguise (Occidente)
En USA fue donde se hizo un uso más indiscriminado de los repintados, finalmente convirtiendo a la línea en una serie de repintados exclusivos de algunas tiendas como Target y Wal-Mart. Siendo que esta línea se convertiría posteriormente en Transformers Universe.

### 2001
- Básicos: Hot Shot & R.E.V., W.A.R.S.& Crosswise, Ironhide & Mirage, Prowl 2 & Sideswipe, Side Burn & Daytonus, Ro-Tor, Rollbar, Armorhide, Movor
- Deluxes: X-Brawn, Prowl, Side Burn, Wedge, Grimlock, Hightower, Heavy Load, Bruticus, Mega-Octane
- Mega: Railspike, Rapid Run, Midnight Express, Sky-Byte, pack con Gas Skunk, Dark Scream y Slapper
- Ultra: Megatron
- Super: Optimus Prime, Ultra Magnus
- Versus Pack: Tow-Line vs Skyfire, Skid-Z vs Wind Sheer

### 2002
- Básico: Hot Shot, R.E.V., W.A.R.S, Crosswise, Ironhide, Mirage, Spychanger Optimus Prime, Spychanger Ultra Magnus, Obsidian
- Deluxe: Storm Jet, X-Brawn, Prowl, Side Burn, Megatron Megabolt (KB Toys)
- Mega (Set de 3): Mirage GT, Nightcruz y Scavenger
- Ultra: Galvatron, Scourge (Toys R Us), Cryotek (Target)
- Super: Optimus Primal (Toys R Us)
- Versus Pack: Sideways vs Axer (Wal-Mart), Spychangers Scourge vs X-Brawn

### 2003
- Básico:
  - Tiny Tyns: Hot Shot, R.E.V., W.A.R.S, Crosswise, Ironhide, Mirage, Prowl 2, Sideswipe
  - En plástico transparente (KB Toys): Hot Shot, R.E.V., W.A.R.S, Crosswise, Ironhide, Mirage
- Deluxe (Wal-Mart) - Jhiaxus, Megabolt, Destructicons: Bludgeon y Scourge
- Ultra (Target) - Dreadwind & Smokejumper, Ruination Urban Camu, Landfill (repintado de amarillo)

- Pre-Universe:

Al final de la línea muchos de los repintados fueron incluidos dentro de la línea de juguetes Transformers Universe:
- Autobots: Landfill (repintado de amarillo)
- Decepticons: Jhiaxus, Megabolt, Dreadwind & Smokejumper

## Transmisión
Esta serie fue transmitida y auspiciada por Fox Kids en EE. UU. y Latinoamérica. 
- Esta generación no es la única en ser transmitida por una compañía y tome el nombre en la misma, por ejemplo Transformers Animated es transmitida y producida por Cartoon Network.
- La serie fue emitida en España. En 2001, la serie fue transmitida por el canal de televisión autonómico Telecinco, en la franja horaria destinada a los dibujos animados. Aunque la serie no fue tan popular como otras entregas de Transformers, No se llegó a doblar en Castellano se transmitió con su doblaje Latino.